# وست بروکفیلد (حوزه سرشماری)، ماساچوست
وست بروکفیلد (به انگلیسی: West Brookfield) یک منطقهٔ مسکونی در ایالات متحده آمریکا است که در شهرستان ووستر، ماساچوست واقع شده‌است. وست بروکفیلد ۴٫۵ کیلومتر مربع مساحت و ۱٬۴۱۳ نفر جمعیت دارد و ۱۹۱ متر بالاتر از سطح دریا واقع شده‌است.